# Globos de Ouro 2008

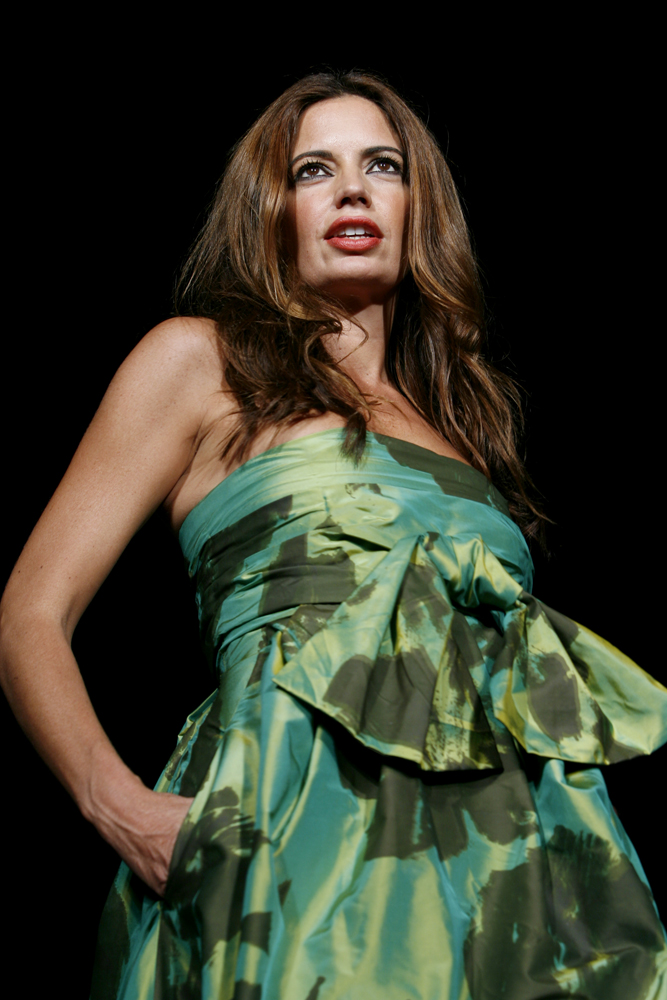
Moderatorin Bárbara Guimarães

Die 13. Verleihung des Globo de Ouro fand am 11. Mai 2008 im Coliseu dos Recreios in Lissabon statt. Der Gala-Abend wurde von Bárbara Guimarães moderiert und vom mitveranstaltenden Fernsehsender SIC übertragen. Als Gaststar im Rahmenprogramm trat u. a. Gianna Nannini auf.
Den Globo de Ouro, für Leistungen im Jahr 2007, erhielten im Jahr 2008 folgende Persönlichkeiten:

## Auszeichnungen nach Kategorien

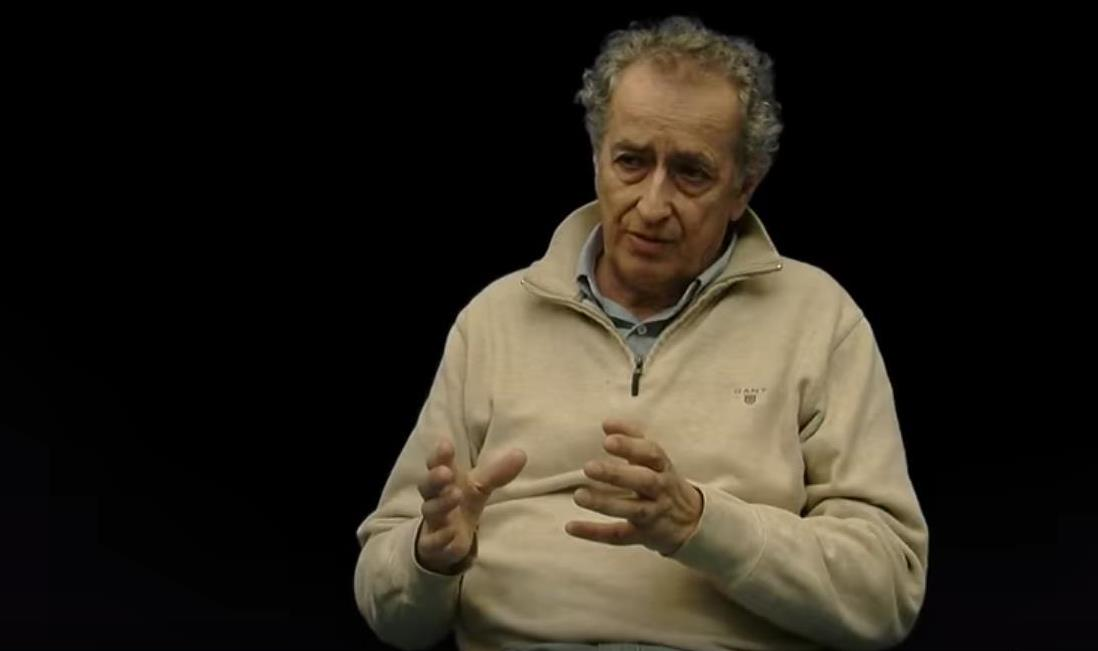
António-Pedro Vasconcelos

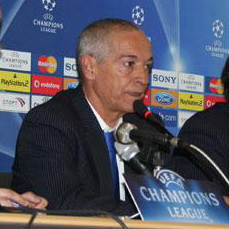
Jesualdo Ferreira

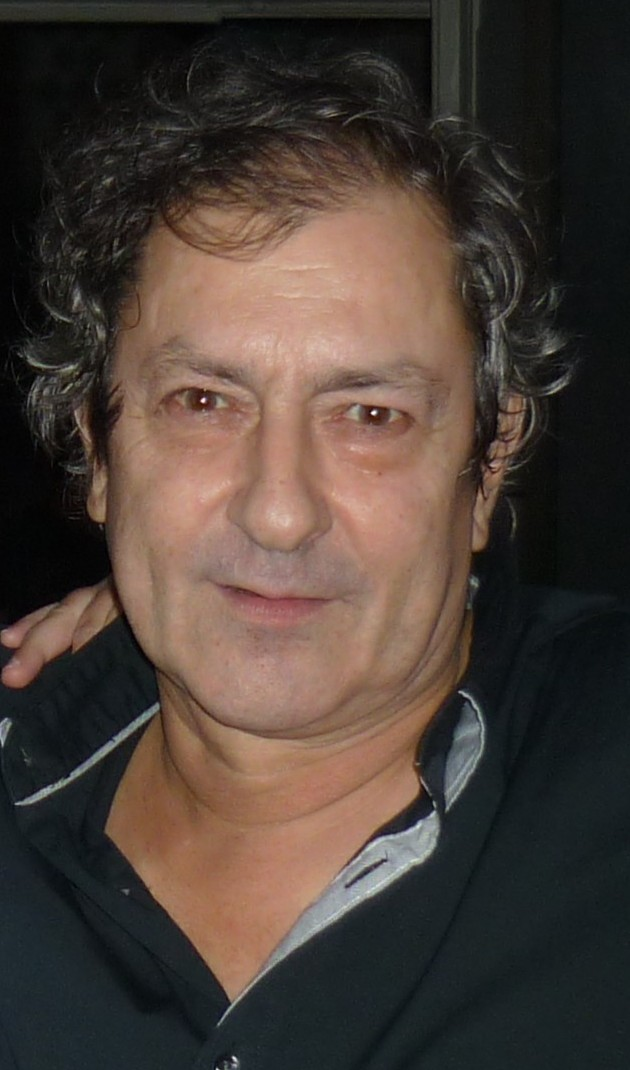
Jorge Palma

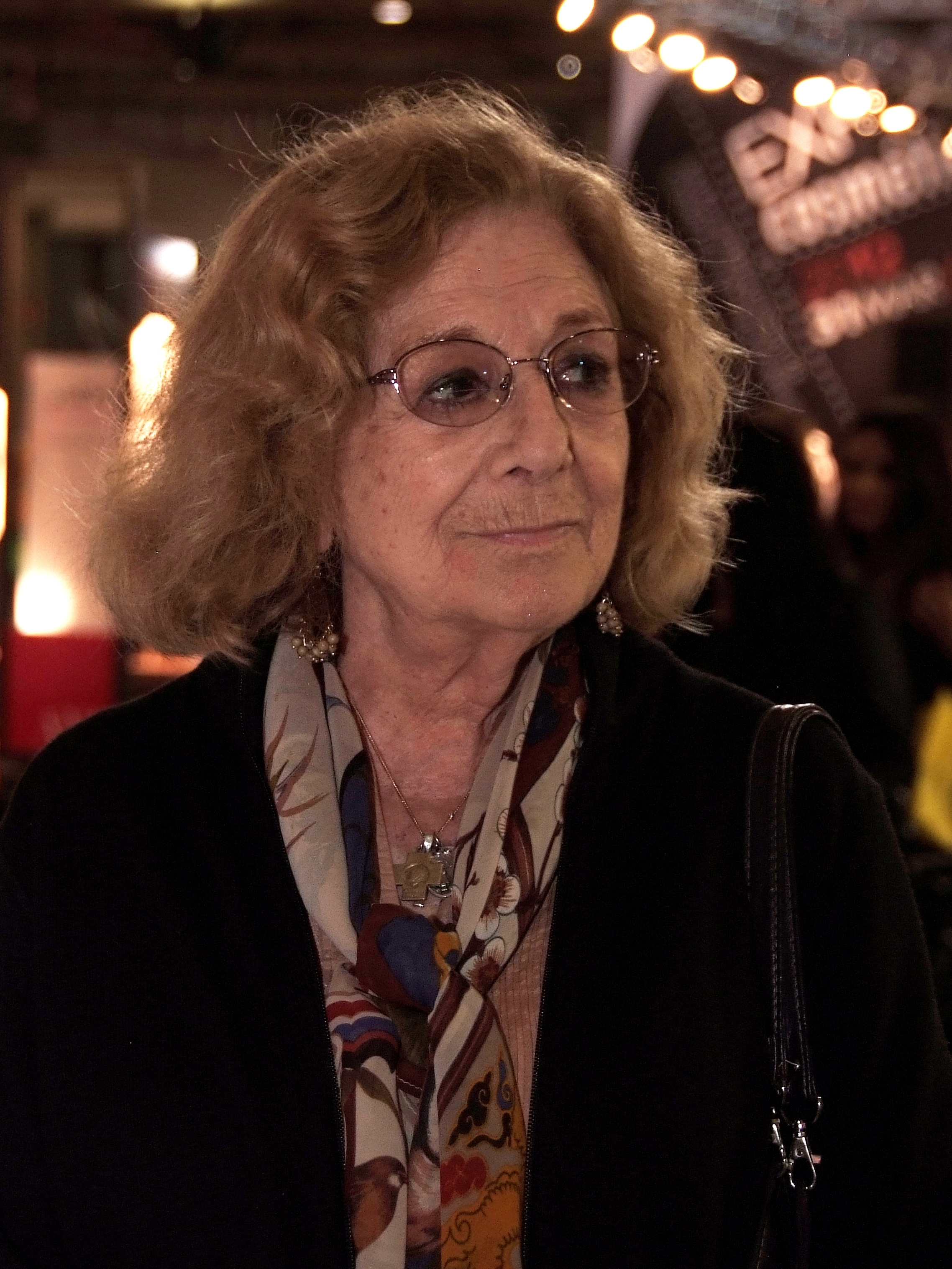
Eunice Muñoz

### Kino
- Bester Film: Call Girl von António-Pedro Vasconcelos
- Beste Schauspielerin: Soraia Chaves für Call Girl (Regie: António-Pedro Vasconcelos)
- Bester Schauspieler: Ivo Canelas für Call Girl (Regie: António-Pedro Vasconcelos) und O Mistério da Estrada de Sintra (Regie: Jorge Paixão da Costa)

### Sport
- Beste Sportlerin: Vanessa Fernandes
- Bester Fußballspieler: Cristiano Ronaldo
- Bester Fußballtrainer: Jesualdo Ferreira

### Mode
- Bestes weibliches Model: Alice
- Bestes männliche Model: Isaac Alfaiate
- Bester Modedesigner: Filipe Faísca

### Musik
- Bester Einzelinterpret: Jorge Palma (für das Album Voo Nocturno)
- Beste Gruppe: Da Weasel (für das Album Amor, Escárnio e Maldizer)
- Bestes Lied: Mundo Cão (von Mundo Cão)

### Theater
- Beste Schauspielerin: Beatriz Batarda (im Stück O Construtor Solness)
- Bester Schauspieler: Diogo Infante (im Stück Hamlet)
- Beste Aufführung:  A Tragédia de Júlio César (Inszenierung Luís Miguel Cintra)

### Anerkennung für außergewöhnliche Verdienste
- Eunice Muñoz